# Зумба
Зумба (Zumba)  разновидности физических занятий  на основе популярных латиноамериканских ритмов. Автор программы Альберто Перес, фитнес-инструктор из Колумбии, работая над комплексом тренировок исходил из цели «соединить стремление вести здоровый образ жизни  и регулярные спортивные тренировки под танцевальную музыку.» Он разбавил традиционные для фитнеса комплексы упражнений самыми простыми элементами из разных традиционных латиноамериканских танцев: сальсы, кумбии и регеттона.

## История
В 2001 году инструктор по фитнесу Альберто Перес и бизнесмены Альберто Перельман и Альберто Агион создали компанию Zumba Fitness, LLC. Впоследствии их фирма превратилась в франшизу по подготовке лицензированных инструкторов (Zumba Instructor Network ZIN™) в 186 странах мира.
19 июля 2015 в филиппинском городе Мандалуйонг, Столичный регион в течение 30 минут 12 975 человек принимали одновременное участие в массовой Zumba Fitness Party, которая была отмечена Всемирной книгой рекордов Гиннесса.
Zumba fitness является зарегистрированной торговой маркой фитнес-индустрии с более чем 15 миллионами участников еженедельных классов в 200 000 залах по всей планете.. В Россию программа пришла в 2011 году.
Высокая энергия ZUMBA тренировки, разнообразие латинских и мировых ритмов, экзотических мелодий Индии и Африки, ритмы хип-хопа, Танго и belly-dance — всё это делает ZUMBA эффективной интенсивной программой, сжигающей в зависимости от индивидуальных особенностей до 600 калорий за час.
Zumba стала одним из популярных  движений в современной фитнес-индустрии
Существует программа  обучения  от Zumba фитнессу после которой прошедший курс получает поддержку от бренда 

## Разновидности тренировок
1. «Aqua Zumba» — программа для танцевальной аквааэробики.
2. «Strong By Zumba (Strong Nation)» — высокоинтенсивная функциональная тренировка с использованием только собственного веса тела, направленная на развитие силовой и общей выносливости под высокоинтенсивную музыку.
3. «Zumba Gold» — программа с минимальной нагрузкой под музыку на основе латиноамериканских и мировых ритмов; представляет собой аэробную интервальную нагрузку.
4. «Zumba Kids» и «Zumba Kids Junior» — программы для детей и подростков.
5. «Zumba Sentao» — программа с использованием стула.
6. «Zumba Step» — программа с использованием степ-платформы.
7. «Zumba Toning» — программа с использованием стиков — лёгких гантелей, звучащих как маракасы.